# Confederación Italiana de Sindicatos de Trabajadores
La Confederación Italiana de Sindicatos de Trabajadores (CISL) (en italiano: Confederazione Italiana Sindacati Lavoratori) es la segunda central sindical italiana de importancia, fundada en 1948, de inspiración democristiana y organización laica.

## Orígenes
Antes de fascismo, a raíz del compromiso del movimiento católico producido por la encíclica del Papa León XIII, Rerum Novarum, había existido desde 1918 hasta 1926, una Confederación Italiana de Trabajadores (CIL). La CISL fue fundada en 1948 por una escisión de la corriente católica guiada por el recién ACLI italiana Confederación General del Trabajo CGIL.

## El distrito
El barrio reúne a los trabajadores de un área. El distrito es la base de la estructura horizontal de la unión. El distrito también se llama la unión territorial de la Unión. El distrito se puede dividir en los sindicatos zonales y los sindicatos locales.

## Categorías actual
- FLAEI Federación Italiana trabajadores la compañía eléctrica.

Los trabajadores de la industria del acero, la ingeniería mecánica, automoción, construcción naval, la electrónica.
- UGC Unión General de los agricultores.

Los productores agrícolas y las personas.
- FP CISL Federación de los trabajadores y los servicios públicos.
- CISL Escuela Sindical de la Escuela.
- SLP Federación de trabajadores de correos.
- FIT Federación de Transportes italiano.

Los funcionarios de los Ferrocarriles del Estado, ferroviarios, internavigatori.
- La Federación Italiana de Trabajadores FISASCAT servicios comerciales y relacionadas con el turismo.

FNP * Federación Nacional de Jubilados y Rentistas.
- FIR Federación de la innovación y la investigación.

Los empleados de la investigación pública y la experimentación.
- Universidad Universidad Unión.
- FNS Federación Nacional de Seguridad.

Los empleados del Cuerpo de Bomberos, Policía y Prisiones del Cuerpo Forestal del Estado.
- Los médicos sindicato CISL de los médicos.

Inas *, Instituto Nacional de Trabajo Social, es el patrocinio de la CISL.
- CAF-CISL, centro de asesoramiento fiscal.